# 国際連合安全保障理事会決議166
国際連合安全保障理事会決議166（こくさいれんごうあんぜんほしょうりじかいけつぎ166、英: United Nations Security Council Resolution 166, UNSCR166）は、1961年10月25日に国際連合安全保障理事会で採択された決議である。モンゴル人民共和国の国連加盟申請を検討し、同国の加盟承認を総会に勧告した。
この決議は賛成9票で可決された。アメリカ合衆国は投票を棄権し、中華民国は投票に参加しなかった。